# Caspar Erasmus Duftschmid
Pour les articles homonymes, voir Duftschmid.
Caspar (ou Kaspar) Erasmus Duftschmid est un médecin et un naturaliste autrichien, né le 19 novembre 1767 à Gmunden et mort le 17 décembre 1821 à Linz.
Il est le fils d’Anton Duftschmid. Il obtient son titre de docteur en médecine à l’université de Vienne en 1790. Il se marie avec Theresia Elsasser von Grünwald en 1792, union dont naîtra Johann Baptiste Duftschmid (1804-1866), qui se fera un nom en botanique.
Il s’intéresse principalement aux coléoptères et fait paraître une Fauna Austriaca. Oder Beschreibung der österreichischen Insekten für angehande Freunde der Entomologie en trois volumes (1804 ou 1805, 1812 et 1825) à Linz et Leipzig. 

## Source
- Allen G. Debus (dir.) (1968). World Who’s Who in Science. A Biographical Dictionary of Notable Scientists from Antiquity to the Present. Marquis-Who’s Who (Chicago) : xvi + 1855 p.
- Ce texte utilise des extraits de l'article de langue anglaise de Wikipédia (version du 5 janvier 2006).

- Notices d'autorité :   - VIAF
  - ISNI
  - IdRef
  - GND
  - Pays-Bas